# Lac de Montedoglio
Le lac de Montedoglio (en italien :  lago di Montedoglio ) est un lac artificiel du centre  de l'Italie. Il est situé dans la province d'Arezzo en Toscane, aux confins de l'Ombrie et des Marches. Sa superficie est variable.

## Description
Le lac de Montedoglio est un bassin artificiel projeté au début des années 1970 et réalisé à partir des années 1980 faisant barrage sur le fleuve Tibre.

## Géologie et hydrologie
Situé au nord proche de Sansepolcro dans la province d'Arezzo dans les communes de Pieve Santo Stefano, Sansepolcro et Anghiari, le bassin est utilisé afin de fournir en eau le réseau hydraulique des régions avoisinantes ainsi que pour l'irrigation et la régulation du débit du fleuve Tibre. Il est entouré de montagnes, forêts et champs cultivés.
Il est prévu d'utiliser les eaux du lac dans la région de compétence du lac Trasimène afin d'éviter que le niveau de ce dernier, par temps de sécheresse ne descende au-dessous du niveau d'alerte.

## Historique
Le besoin grandissant en eau dans le domaine de l'irrigation ainsi que la fourniture en eau potable de la population des provinces d'Arezzo, Pérouse, Sienne et  Terni  a donné vie au projet de réalisation de ce bassin artificiel permettant d'apporter une réponse adaptée au problème.
La diga di Montedoglio a été projetée par le professeur  Filippo Arredi et par l'ingénieur Ugo Ravaglioli. Les travaux de construction durèrent de 1977 à 1993 tandis que le remplissage de la digue débuta en 1990.

### Incidents
Le mercredi 29 décembre 2010 à 22:30 heures, 20 mètres environ du mur d’effleurement de la digue se sont écroulés en provoquant la sortie initiale de 600 mètres cubes d'eau à la seconde. Le flux s'est progressivement réduit après quelques heures. Diverses habitations ont été évacuées surtout dans la zone de Sansepolcro et San Giustino ainsi que quelques frazioni comme Piosina, Trebbio, Vannocchia et Viaio (Anghiari).

## Détails techniques
La jeunesse du lago di Montedoglio ne permet pas encore de l'utiliser à plein régime.
La quantité d'eau de la retenue, actuellement 130 millions de mètres cubes environ, ne peut être augmentée car le fond du bassin doit encore progressivement se tasser. À terme le bassin pourrait retenir 145 millions de mètres cubes d'eau.
Sur le fond du lac un tunnel d'évacuation  d'un diamètre de 6 mètres et une longueur de 420 mètres permet le vider en cas de besoin.
À sa surface, un flotteur et un autre tunnel de 3,5 mètres de diamètre et de 4 kilomètres de long déverse l'eau dans le torrent Sovara et dans le fleuve Tibre afin de lui assurer une portée minimum de 2 401 litres par seconde.

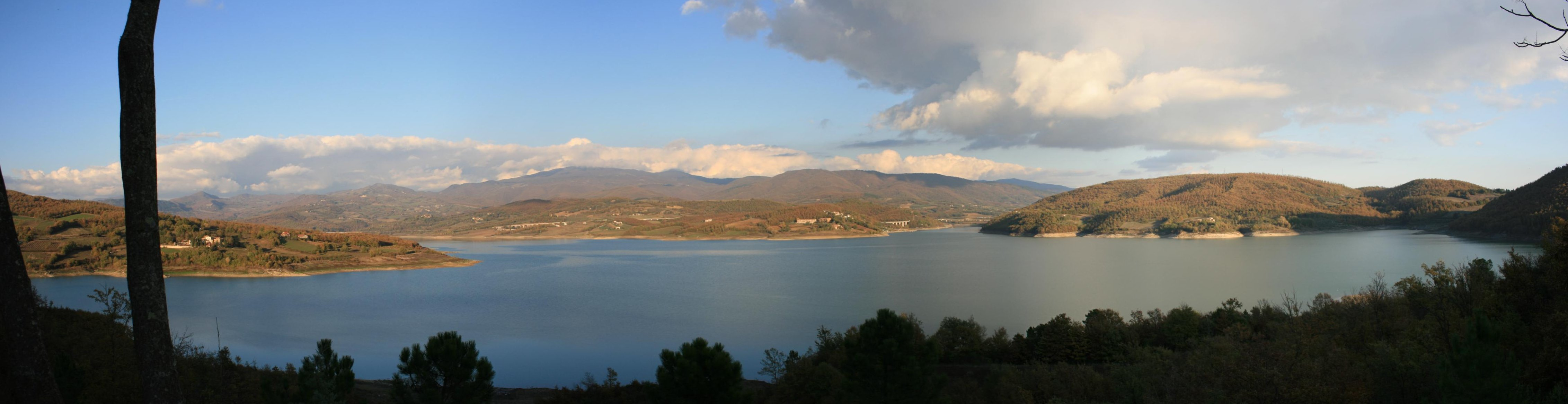
Lac de Montedoglio.

## Faune aquatique
Poissons :
chevesne, rotengle, barbus, vairon, Carassius, tanche, carpe, truite, Chondrostoma genei  et Black-bass à grande bouche.